# Jag ser en stjärna falla
Jag ser en stjärna falla, skriven av Peter Stedt, är en sång som Elisabeth Andreasson sjöng då hon kom på sjunde plats i den svenska Melodifestivalen 1990.  Jag ser en stjärna falla lanserades 1990 på singel, samt låg på hennes album Elisabeth .

## Låtlista
1. Jag ser en stjärna falla
2. Jag ser en stjärna falla (LA Remix)